# Praia do Cachimbo (Porto Alegre)
Praia do Cachimbo
A Praia do Cachimbo é uma pequena praia situada em Porto Alegre, capital do estado brasileiro do Rio Grande do Sul.
Banhada pelo Guaíba, a praia abriga a ponta do Cachimbo, com trechos de rochas e areia. É acessada pela Avenida Guaíba, um prolongamento da Rua Pão de Açúcar, no bairro Vila Conceição, um bairro residencial de classe média alta na zona sul da cidade. 
A partir do Cachimbo, tem-se visão da Ilha do Presídio (2,5km) e do município de Guaíba (4,5km). Em maio de 2022, um grupo de nadadores refez o percurso de fuga de antigos detentos políticos do presídio até a praia do Cachimbo.
Ao contrário da Praia de Ipanema, e tal como a Praia da Pedra Redonda, a Praia do Cachimbo não possui uma infraestrutura completa para visitantes, sendo uma praia muito local. Abriga um muro e duas escadaria de pedras.